# ۱۸ خرداد
۱۸ خرداد هشتادمین روز سال در گاه‌شماری خورشیدی است. به پایان سال ۲۸۵ روز (۲۸۶ روز در سال کبیسه) باقی‌است.

## رویدادها
- ۱۳۷۲ - رقابت ۱۸ خرداد ۱۳۷۲ تیم ملی فوتبال ایران با تیم ملی فوتبال ترکمنستان در جام اکو ۱۹۹۳
- ۱۳۸۰ - برگزاری هشتمین انتخابات ریاست‌جمهوری ایران
- ۱۳۸۷ - رقابت ۱۸ خرداد ۱۳۸۷ تیم ملی فوتبال ایران با تیم ملی فوتبال امارات در مرحله مقدماتی جام جهانی فوتبال ۲۰۱۰ (آسیا)
- ۱۳۹۹ - برگزاری نخستین جلسه دادگاه جهت رسیدگی به پرونده اکبر طبری
- ۱۴۰۱ - سانحه قطار مشهد به یزد

## زادروزها
- ۱۱۷۹ - رضاقلی‌خان هدایت، شاعر و تذکره‌نویس
- ۱۲۷۴ - سعید نفیسی، نویسنده
- ۱۳۱۹ - غلامرضا طباطبایی، بازیگر
- ۱۳۴۶ - یاسمین طباطبایی، خواننده
- ۱۳۶۳ - صابر ابر، بازیگر
- ۱۳۶۴ - پویا نزهتی، فوتبالیست

## درگذشتگان
- ۱۳۷۵ - غلامحسین نقشینه، بازیگر
- ۱۴۰۳ - جعفر میلی‌منفرد، سرپرست وزارت علوم، تحقیقات و فناوری ایران در زمان ریاست جمهوری سید محمد خاتمی
- ۱۴۰۳ - غیاث‌الدین طاهامحمدی، نماینده استان همدان در دوره پنجم مجلس خبرگان رهبری
- ۱۴۰۴ - امیر سمواتی، تهیه‌کننده و کارگردان